# 稳定子群
稳定子群（stability subgroup ）是正多面体旋转群的概念，属于正交变换。例如正四面体有四个稳定子群，每个子群中有三个旋转元,分别是以一个顶点到对面三角形中心点所在直线为轴，旋转120、240和id。所以|G4|=12。根据此群可以进行同构的判定，多面体的分类。